# Grocka (općina)
Općina Grocka (srpski: Општина Гроцка) je općina u sastavu grada Beograda u Srbiji.

## Stanovništvo
Prema popisu stanovništva iz 2002. godine općina je imala 75.466 stanovnika, većinsko stanovništvo su Srbi .

## Administrativna podjela
Općina Grocka ima površinu od 289 kvadratnih kilometara te je podjeljena na 15 naselja.
- Begaljica
- Boleč
- Brestovik
- Vinča
- Vrčin
- Grocka
- Dražanj
- Živkovac
- Zaklopača
- Kaluđerica
- Kamendol
- Leštane
- Pudarci
- Ritopek
- Umčari

## Vanjske poveznice
- Informacije o općini